# Sielsowiet Kadzina
Sielsowiet Kadzina (biał. Кадзінскі сельсавет; ros. Кадинский сельсовет) – sielsowiet na Białorusi, w obwodzie mohylewskim, w rejonie mohylewskim, z siedzibą w Kadzinie. Od zachodu graniczy z Mohylewem.
Według spisu z 2009 sielsowiet Kadzina zamieszkiwało 4710 osób, w tym 4362 Białorusinów (92,61%), 250 Rosjan (5,31%), 43 Ukraińców (0,91%), 30 osób innych narodowości i 25 osób, które nie podały żadnej narodowości.

## Historia
23 grudnia 2009 do sielsowietu Kadzina przyłączono 6 z 10 wsi z likwidowanego sielsowietu Bryli.

## Miejscowości
- agromiasteczka:
  - Kadzina
  - Ramanawiczy
- wsie:
  - Bryli
  - Czaromuszki
  - Harodnia
  - Kaczuryna
  - Kamienka
  - Kanstancinauka
  - Lubuż
  - Łatroszcza
  - Malejeuka
  - Miadzwiodauka
  - Padbielle
  - Szczeżar 1
  - Szczeżar 2
  - Taranawa
  - Wialikaja Barouka
  - Zyli